# アーミー オブ ツー
『アーミー オブ ツー』(Army of Two)は、2008年にEAモントリオールが開発した、PlayStation 3およびXbox 360用ソフト。

## 概要
世界各地を転戦する民間軍事会社所属の傭兵コンビを描いた、サードパーソン・シューティングゲーム。
協力プレイに重点を置いており、画面分割による2人プレイが可能。1人プレイの場合でもコンピュータがもう一方のキャラクターを動かす。また、PLAYSTATION NetworkやXbox Liveによるオンラインプレイにも対応。
また、2010年には続編となる『アーミー オブ ツー: The 40th Day（Army of Two: The 40th Day）』が、2013年にはプレイヤーキャラクターを変えて、第三作の『アーミー オブ ツー: ザ・デビルズカーテル（Army of Two: The Devil's Cartel）』が発売された。

## キャラクター

### SSC（Security and Strategy Corporation）
タイソン・リオス（Tyson Rios）
SSC精鋭兵。セーレムのパートナー。元米国陸軍レンジャー。
巨漢に見合わずに知的でセーレムを良く諫めている。
エリオット・セーレム（Elliot Salem）
SSC精鋭兵。リオスのパートナー。元米国陸軍レンジャー。
幼少時から犯罪に手を染めていて裁判で刑務所行きか従軍するかを迫られ
陸軍に入隊する、私生活はだらしなくスポーツ賭博で金欠になることもしばしば。
フィリップ・クライド（Philip Clyde）
SSC精鋭兵。ダルトンをSSCに勧誘する。
単独行動を好み近接戦闘が得意で銃器はあまり使用しない、また任務でリオスとセーレムと組まなくてはならない事があるのだかその度二人に悪態をつく(リオス達もクライドと組むのはゴメンだと良く言う。)
しかしSSCでは精鋭の配下を従えていたり、悪態をつくが単独で敵部隊を壊滅させたり、銃器も使うのが好きではないだけで射撃の腕は良い、SSCで最強の兵士。
アリス・マーレー（Alice Murray）
SSCミッションコーディネーター。
リオス達に仕事を斡旋し作戦中は
オペレーターとして二人に指示を出す
ビジネスライクな考えで仕事以外で
二人とは親しくなろうとはしない。
リチャード・ダルトン（Richard Dalton）
SSC最高責任者。リオスとセーレム達の司令官。米国陸軍レンジャーの中佐ではあったが、SSCに入社する際リオスとセーレムを引き連れてきた。
アーネスト・ストックウェル（Ernest Stockwell）
SSC代表取締役。
SSCのCEOだがメディアの取材などはダルトンが対応しているため影が薄い。

### ウェポンディーラー
ミスター.オバヤナ（Mr. Obayana）
メインウェポン商人　アフリカ出身でライフルやLMGを取り扱っている
トロイ・グリーン（Troy Green）
サブウェポン商人　北米出身で拳銃やSMGを取り扱っている。
チャン・ミンス（Cha Min Soo）
スペシャルウェポン商人。セーレムらと親交があり、度々二人に仕事を頼んでいた。二人のマイアミ襲撃時に飛行機・ヘリの貸し出しをする。後に彼らの設立した民間軍事会社「Two」の資金提供者になる。
ヴィクター・ロシャンコフ（Viktor Roshankov）
アーマー商人

### その他
ペドロ
　　アメリカ陸軍レンジャー所属で中東での初任務のセーレムとリオスにアグロや基本動作の訓練指導を行った
　　教官、しかし設定ミスなのか空母奪還時には海軍特殊部隊ネイビーシールズ隊員になっている。

アレックス・リヒター（Alex Richter）
アメリカ上院議員。軍の民営化法案を通そうとしている。
リチャード・ホワイトホース（Richard Whitehorse）
アメリカ上院議員。リヒター上院議員の法案の反対をする。
セクションエイト（S3kshun8）
通称「エイト」。リオスの古い友人。電子ロック解除の手伝いと主役に情報を提供するハッカーのエキスパート。

## ゲームシステム

### アグロ
本作ではどちらのプレイヤーがより目立っているかを、画面中央のアグロメーターで表示している。銃撃を行うとアグロメーターがそのキャラクターのほうに傾き、敵に狙われやすくなるが、もう一方のキャラクターは敵に発見されにくくなる。
また、アグロメーターが一方に完全に傾くと、一定時間オーバーキルというスキルが発動可能となる。発動中は時間の流れが遅くなり、アグロメーターの傾いているキャラクターは攻撃力が2倍になる「パワーモード」、もう一方のキャラクターは敵に発見されなくなり、移動速度が上昇する「ステルスモード」となる。

### 治療
体力がなくなったキャラクターは即座に死亡とはならず、その場にダウンした状態となる。本作は一方のキャラクターが死亡するとゲームオーバーとなるため、もう一方のキャラクターはダウンしたキャラクターを物陰に引きずって移動し、治療をしなければならない。
ダウンしたキャラクターは自分で移動することはできないが、攻撃をすることは出来る。一定時間経過するかダメージを受け過ぎると死んでしまう。

### 武器のカスタマイズ
ゲーム中にウェポンディーラーにアクセスすることで、ゲーム中にミッションを達成することで貯めたお金を使って、武器を購入したりカスタマイズすることができる（敵の武器を拾って使用することはできない）。
武器の特徴には一般的な威力や命中精度の他にアグロの項目があり、攻撃をしたときにアグロメーターの上昇速度が変化する。一般的に大型の武器ほどアグロが上昇しやすく、サプレッサーを装備すると上昇しにくくなる。また、全ての武器はデザインを金ぴか（派手）に変更するカスタマイズがあり、アグロメーターをさらに上昇させやすくする。